# Lista de lançadores de granadas
Esta página lista todas as formas de lançadores de granadas em todo o mundo, ou seja, armas que lançam granadas com mais precisão, uma velocidade maior e distâncias maiores do que um soldado poderia.

Abaixo está a lista de lançadores de granadas. A tabela é classificada para cada coluna.
| Nome                                     | Fabricante | Imagem | Cartucho                                                           | País                      | Ano   |
| ---------------------------------------- | --- | ------ | ------------------------------------------------------------------ | ------------------------- | ----- |
| Arsenal 40 mm UBGL-1                     | Arsenal JSCo. |        | 40 mm caseless grenade                                             | Bulgária                  |       |
| Arsenal 40 mm UBGL                       | Arsenal JSCo. |        | 40 mm caseless grenade                                             | Bulgária                  |       |
| Beretta GLX 160                          | Pietro Beretta S.p.A.                                                                                             |        | 40 mm grenade                                                      | Itália                    |       |
| ARDE 40 mm under barrel grenade launcher | Ordnance Factory Tiruchirappalli                                                                                  |        | 40 mm grenade                                                      | Índia                     | 2010  |
| BS-1 Tishina                             | TsNIITochMash |        | 30 mm grenade                                                      | União Soviética           |       |
| CIS 40 GL                                | ST Kinetics |        | 40 mm grenade                                                      | Singapura                 | 1980s |
| EAGLE grenade launcher                   | Colt Canada |        | 40 mm grenade                                                      | Canadá                    |       |
| GP-25                                    | KBP Instrument Design Bureau                                                                                      |        | 40 mm grenade                                                      | União Soviética           | 1966  |
| Heckler & Koch AG36                      | Heckler & Koch |        | 40 mm grenade                                                      | Alemanha                  |       |
| Heckler & Koch AG-C/EGLM                 | Heckler & Koch |        | 40 mm grenade                                                      | Alemanha                  |       |
| Heckler & Koch HK69A1                    | Heckler & Koch |        | 40 mm grenade                                                      | Alemanha Ocidental        | 1960s |
| Indumil IMC-40                           | INDUMIL |        | 40 mm grenade                                                      | Colômbia                  |       |
| M79 Grenade Launcher                     | Springfield Armory Action Manufacturing Company Exotic Metal Products Kanarr Corporation Thompson-Ramo-Wooldridge |        | 40 mm grenade                                                      | Estados Unidos            | 1953  |
| M203 grenade launcher                    | Colt's Manufacturing Company                                                                                      |        | 40 mm grenade                                                      | Estados Unidos            | 1967  |
| M320 Grenade Launcher Module             | Heckler & Koch |        | 40 mm grenade                                                      | Alemanha                  | 2008  |
| Milkor 37/38mm and 40mm Stopper          | Milkor (Pty) Ltd                                                                                                  |        | 37 mm grenade 38 mm grenade 40 mm grenade (All less-lethal rounds) | África do Sul             | 1981  |
| Pallad wz. 1974                          | Zakłady Mechaniczne Tarnów                                                                                        |        | 40 mm grenade                                                      | Polónia                   | 1968  |
| Pallad wz. 1983                          | Zakłady Mechaniczne Tarnów                                                                                        |        | 40 mm grenade                                                      | Polónia                   | 1968  |
| PMR grenade launcher                     | |        |                                                                    | Transnístria              |       |
| RGM-40                                   | |        | 40 mm grenade                                                      | Rússia                    | 1997  |
| RWGŁ-3                                   | Łucznik Arms Factory                                                                                              |        | UGŁ-200 canister                                                   | Polónia                   | 1970s |
| S&T Daewoo K11                           | S&T Motiv |        | 20×30mm grenade                                                    | Coreia do Sul             | 2000  |
| Type 87 grenade launcher                 | Norinco |        | 35x32 mm grenade                                                   | China                     |       |
| Type 91 grenade launcher                 | |        | 35 mm grenade (Non-lethal round)                                   | China                     |       |
| XM148 grenade launcher                   | Colt's Manufacturing Company                                                                                      |        | 40 mm grenade                                                      | Estados Unidos            |       |
| China Lake Grenade Launcher              | China Lake Naval Weapons Center                                                                                   |        | 40 mm grenade                                                      | Estados Unidos            | 1967  |
| DP-64                                    | |        | 45 mm grenade                                                      | União Soviética           | 1989  |
| Hawk MM-1                                | |        | 40 mm grenade                                                      | Estados Unidos            |       |
| Milkor MGL                               | Milkor (Pty) Ltd                                                                                                  |        | 40 mm grenade                                                      | África do Sul             | 1980  |
| Neopup PAW-20                            | Gemaco Elbree PTY LTD                                                                                             |        | 20mm×42mm                                                          | África do Sul             |       |
| RG-6 grenade launcher                    | TsKIB SOO |        | 40 mm grenade                                                      | Rússia                    | 1993  |
| XM25 CDTE                                | Heckler & Koch Alliant Techsystems                                                                                |        | 25 mm grenade                                                      | Estados Unidos            | 2010  |
| XM29 OICW                                | Heckler & Koch Alliant Techsystems                                                                                |        | 20 mm grenade                                                      | Estados Unidos · Alemanha |       |
| AGS-17                                   | Molot plant |        | 30 mm grenade                                                      | União Soviética           | 1967  |
| AGS-30                                   | Degtyarev plant                                                                                                   |        | 30 mm grenade                                                      | União Soviética           | 1990  |
| CIS 40 AGL                               | ST Kinetics |        | 40 mm grenade                                                      | Singapura                 | 1986  |
| Howa Type 96                             | Howa |        | 40 mm grenade                                                      | Japão                     | 1996  |
| Daewoo Precision Industries K4           | S&T Motiv |        | 40 mm grenade                                                      | Coreia do Sul             | 1985  |
| Heckler & Koch GMG                       | Heckler & Koch |        | 40 mm grenade                                                      | Alemanha                  | 1992  |
| M75 grenade launcher                     | Springfield Armory                                                                                                |        | 40 mm grenade                                                      | Estados Unidos            | 1961  |
| M129 grenade launcher                    | |        | 40 mm grenade                                                      | Estados Unidos            | 1966  |
| Mk 18 Mod 0 grenade launcher             | |        | 40 mm grenade                                                      | Estados Unidos            | 1962  |
| Mk 19 grenade launcher                   | Saco Defense Industries Combined Service Forces                                                                   |        | 40 mm grenade                                                      | Estados Unidos            | 1960s |
| Mk 20 Mod 0 grenade launcher             | NOS Louisville |        | 40 mm grenade                                                      | Estados Unidos            |       |
| Mk 47 Striker                            | General Dynamics                                                                                                  |        | 40 mm grenade                                                      | Estados Unidos            | 2000s |
| SB LAG 40                                | Santa Bárbara Sistemas                                                                                            |        | 40 mm grenade                                                      | Espanha                   | 1984  |
| Vektor Y3 AGL                            | Denel |        | 40 mm grenade                                                      | África do Sul             | 1992  |
| XM174 grenade launcher                   | Aerojet Ordnance Manufacturing Company                                                                            |        | 40 mm grenade                                                      | Estados Unidos            | 1968  |
| XM307 Advanced Crew Served Weapon        | General Dynamics Armament Technical Products                                                                      |        | 25 mm grenade                                                      | Estados Unidos            |       |
| Carl Gustav recoilless rifle             | Saab Bofors Dynamics                                                                                              |        | 84×246mmR                                                          | Suécia                    | 1946  |
| Bazooka                                  | |        |                                                                    | Estados Unidos            | 1942  |
| MRO-A                                    | State Research Bazalt                                                                                             |        | 72.5mm warhead                                                     | Rússia                    | 1990s |
| Northover Projector                      | |        | 63.5mm warhead                                                     | Reino Unido               | 1940  |
| Panzerfaust                              | |        | 149mm warhead                                                      | Alemanha                  | 1942  |
| PIAT                                     | Imperial Chemical Industries                                                                                      |        |                                                                    | Reino Unido               | 1942  |
| Rifleman's Assault Weapon                | Brunswick Corporation                                                                                             |        | 100mm warhead                                                      | Estados Unidos            | 1977  |
| RPG-2                                    | State Factories                                                                                                   |        | 80mm warhead                                                       | União Soviética           | 1949  |
| RPG-7                                    | Bazalt Degtyarev plant                                                                                            |        | 40mm warhead                                                       | União Soviética           | 1961  |
| RPG-16                                   | |        | 58.3mm warhead                                                     | União Soviética           | 1968  |
| RPG-18                                   | |        | 64mm warhead                                                       | União Soviética           | 1972  |
| RPG-22                                   | |        | 72.5mm warhead                                                     | União Soviética           | 1985  |
| RPG-26                                   | State Research Bazalt                                                                                             |        | 72.5mm warhead                                                     | União Soviética           | 1980s |
| RPG-27                                   | State Research Bazalt                                                                                             |        | 105mm warhead                                                      | União Soviética           | 1980s |
| RPG-28                                   | State Research Bazalt                                                                                             |        | 125mm warhead                                                      | Rússia                    | 2000s |
| RPG-29                                   | Bazalt |        | 65mm warhead 105mm warhead                                         | União Soviética           | 1980s |
| RPG-30                                   | State Research Bazalt                                                                                             |        | 105mm warhead                                                      | Rússia                    | 2008  |
| RPG-32                                   | JARDANA |        | 72mm warhead 105mm warhead                                         | Rússia                    | 2005  |
| RPG-76 Komar                             | Zakład Sprzętu Precyzyjnego                                                                                       |        | 40mm warhead                                                       | Polónia                   | 1985  |
| RPO-A Shmel                              | KBP Instrument Design Bureau                                                                                      |        | 93mm warhead                                                       | União Soviética           | 1980s |
| Type 69 RPG                              | China North Industries Corporation                                                                                |        | 85mm warhead                                                       | China                     | 1970  |
| Yasin (RPG)                              | Hamas |        | 40mm warhead                                                       | Palestina                 | 2004  |